# Alfredo Jaconi

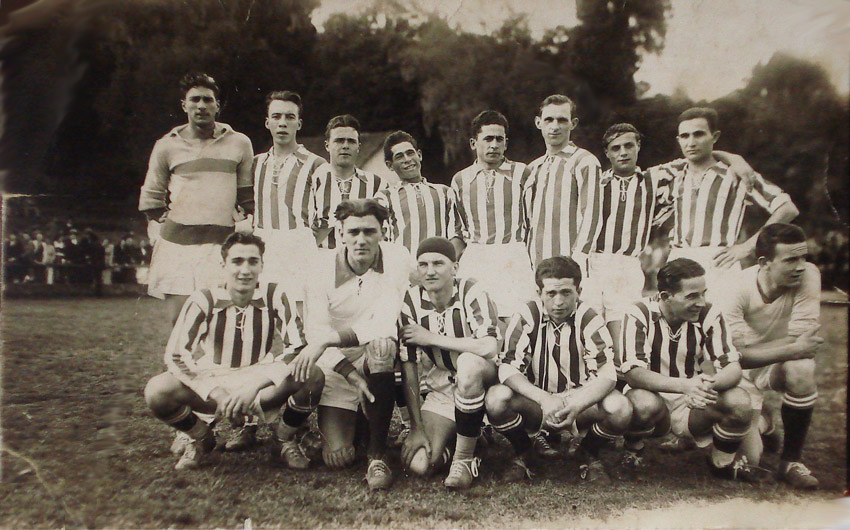
Alfredo Jaconi no time campeão de 1935, o quarto da esquerda para a direita, na fila da frente.

Alfredo Jaconi (Caxias do Sul, 27 de fevereiro de 1910 – 6 de dezembro de 1952) foi um esportista brasileiro, notabilizado pela sua contribuição ao Esporte Clube Juventude, hoje batizando o seu estádio.
Filho dos italianos Hilário e Cesira Jaconi, mais conhecido em vida pelo apelido Alfredinho, ainda menino ingressou no time mirim do Juventude (os "filhotes", na expressão da época). Passou sucessivamente pelas equipes juvenil e aspirante, mas em 1925 fundou com amigos o Grêmio Futebol Caxiense, onde jogou por dois anos, e depois atuou brevemente no Americano, no Lusitano e no Cruzeiro. A partir de 1929 voltou ao Juventude como titular, especializando-se na posição de meia esquerda, mas atuou em quase todas as posições ocasionalmente. Encerrou sua carreira como atleta em 1939, ganhando com o clube nove títulos de Campeão do Citadino. No ano de sua retirada dos campos teve seu retrato incluído na Galeria dos Atletas Laureados, e conforme notícia na imprensa da época, "é justa sob todos os pontos de vista a homenagem que o Juventude vai prestar ao seu plainer. Alfredinho é figura obrigatória em tudo o que diz respeito aos interesses do veterano. Quando surge um senão no onze, lá está o Alfredinho a postos, seja na linha intermediária, na extrema ou no centro".
Então passou a atuar nos bastidores, ocupando diversas funções. Chegou à Presidência em 1945, sendo reeleito em 1946, quando foi elogiado como "um dos baluartes em que se afirma o constante progresso do valoroso grêmio caxiense". A ele se deve a liderança da campanha de construção do primeiro estádio, a chamada Quinta dos Pinheiros, e o lançamento da sua pedra fundamental em 10 de março de 1946, no mesmo dia em que assumia seu segundo mandato como presidente. Também foi diretor técnico e diretor de campo por muitos anos, treinador, massagista, auxiliar e assessor das diretorias, secretário, tesoureiro e conselheiro.
Em 1952, quando ocupava a Presidência pela terceira vez, e estando na Cervejaria Leonardelli a fim de encomendar bebidas para as comemorações da conquista do Campeonato Citadino, sentiu-se mal e desmaiou entre o maquinário, sofrendo um esmagamento e morte instantânea. Sua morte causou consternação geral, conforme o relato de Francisco Michielin, historiador do Juventude:
"Em estado de choque e comoção, a cidade parou. Assim que notícia circulou, as lojas foram fechando suas portas. A tristeza perambulava pelas ruas. Pessoas choravam e se abraçavam. Seu velório e sepultamento foram dos mais imensos que Caxias do Sul conheceu. O séquito ao cemitério virou uma procissão interminável. Clubes de todas as partes enviaram representantes, bandeiras e condolências. Morrera o nosso admirável símbolo maior. Uma lenda".
O Juventude pagou parte das despesas do sepultamento e decretou luto oficial por oito dias, o Conselho Deliberativo aprovou um Voto de Pesar, e sua memória foi homenageada pelos jogadores depositando suas faixas de campeões de 1952 aos pés de uma fotografia sua colocada no centro do gramado, quando Nestor Curra proferiu um emocionado discurso. A Câmara Municipal pronunciou um Voto de Pesar e seus obituários foram pródigos em elogios pelo seu caráter "afável, cavalheiresco e prestimoso", "uma das figuras mais populares que desaparecem de nosso convívio", e unânimes em afirmar sua importância para o clube pelos muitos serviços prestados: "Elemento insubstituível", "uma mola mestra", "o corpo e a alma da agremiação", "o braço direito do Juventude", "exemplo de dedicação".
Ainda vivo já fora tido como um dos dirigentes mais notáveis da história do clube, e dois anos depois da sua morte a Quinta dos Pìnheiros foi rebatizada com seu nome em homenagem à sua contribuição extraordinária. Na ocasião, foi louvado na imprensa como um prócer que dera ao Juventude "os melhores anos de sua vida. Seja como atleta, seja como membro da Diretoria, e mesmo fora dela, como simples soldado do grande clube caxiense, não titubeou ele em prejudicar até mesmo os seus interesses particulares em prol do clube de sua simpatia, do clube que foi um pedaço bem grande de sua vida, do clube a quem dedicava o mais desvelado carinho".
Segundo Michielin, sua dedicação ao Juventude era exemplar, "suas horas de lazer eram tomadas pelos vários serviços e encargos que ocupava naquela agremiação. Tanto que os próprios serviços profissionais eram interrompidos ou mesmo prejudicados em função da atenção ao Juventude". Paulo Rodrigues disse que Jaconi "dedicou toda a sua vida ao clube, inclusive vendendo terrenos de sua propriedade para cobrir as despesas da entidade". Nas palavras de Rodrigo Lopes, "juventudista e jaconero que se preze conhece — ou pelo menos deveria conhecer — a história dele. Falamos do mítico Alfredo Jaconi, [...] uma das figuras mais expressivas da família esmeraldina". Para Jimmy Rodrigues, foi "homem de têmpera", "figura fisicamente miúda mas imensamente grande na sua maneira de ser", "chegou a carregar os sacos com o material esportivo e era nas ocasiões de crise que ele crescia, agigantava-se, carregava o time nas costas, como se costuma dizer".

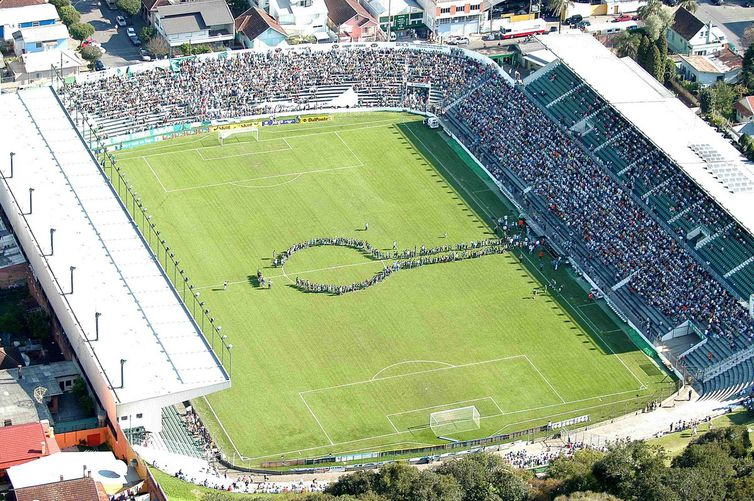
O atual Estádio Alfredo Jaconi.

Também foi cônsul do Grêmio de Porto Alegre, e representante do Juventude na Liga Caxiense de Desportos. A Quinta dos Pinheiros foi demolida na década de 1970 para dar lugar ao atual estádio do Juventude, inaugurado em 23 de março de 1975, e que ainda leva seu nome. Foi também homenageado pela Câmara Municipal, que deu seu nome a uma rua. Em pesquisa de opinião desenvolvida em 1999 junto a 100 líderes comunitários de diferentes áreas por acadêmicos do Curso de Jornalismo da Universidade de Caxias do Sul, foi eleito uma das 30 Personalidades de Caxias do Sul do Século XX. Na página especial sobre Jaconi que mantém em seu website, o clube o define como "um dos mais importantes personagens dos mais de 100 anos de história do clube".